# Alison King
Alison Rosamund King (Leicester, 3 marzo 1973) è un'attrice britannica.

## Filmografia parziale

### Cinema
- 2 cavalieri a Londra (Shanghai Knights), regia di David Dobkin (2003)
- Fat Slags, regia di Ed Bye (2004)
- Submerged - Allarme negli abissi (Submerged), regia di Anthony Hickox (2005; direct-to-video)

### Televisione
- Help - serie TV, 5 episodi (2005)
- Dream Team - serie TV, 234 episodi (1998-2007)
- Sick Note - serie TV, 4 episodi (2018)
- Coronation Street - serie TV, 1787 episodi (2004-in corso)

## Premi
- British Soap Awards
  - 2012: "Best Actress" (Coronation Street)